# The Keynote Speaker
The Keynote Speaker ist das vierte Studioalbum des US-amerikanischen Rappers U-God. Es wurde am 23. Juli 2013 über RZAs Label Soul Temple Records veröffentlicht und enthält unter anderem Gastbeiträge von GZA, Method Man, Inspectah Deck, Styles P., Elzhi und Kool Keith. Das Album wurde als Doppel-Album veröffentlicht und enthält auf der zweiten CD sieben Lieder, die größtenteils von der Hip-Hop-Gruppe Wu-Tang Clan sind, der U-God angehört.

## Titelliste
| #   | Titel                                            | Länge |
| --- | ------------------------------------------------ | ----- |
| 1.  | Vortex Of My Mind (Skit) (feat. Vivian Scarlett) | 0:33  |
| 2.  | Keynote Speaker                                  | 2:03  |
| 3.  | Heads Up (feat. Jackpot & GZA)                   | 2:30  |
| 4.  | Inferno (Skit)                                   | 0:09  |
| 5.  | Fire (feat. Jackpot & Method Man)                | 3:16  |
| 6.  | Fame (feat. Styles P.)                           | 4:11  |
| 7.  | Skyscraper                                       | 2:12  |
| 8.  | Heavyweight                                      | 2:28  |
| 9.  | Colossal Cosmos (Skit) (feat. Vivian Scarlett)   | 0:29  |
| 10. | Stars                                            | 2:29  |
| 11. | Golden Arms                                      | 3:01  |
| 12. | Room Keep Spinning                               | 3:48  |
| 13. | Zilla                                            | 2:49  |
| 14. | Get Mine                                         | 2:38  |
| 15. | Mt. Everest (feat. Inspectah Deck & Elzhi)       | 3:31  |
| 16. | Tranzform                                        | 3:12  |
| 17. | Journey (feat. Kool Keith)                       | 3:35  |
| 18. | Be Right There                                   | 2:41  |
| 19. | Days of Glory                                    | 2:58  |

| #  | Titel                                   | Länge |
| -- | --------------------------------------- | ----- |
| 1. | Six Directions Of Boxing                | 4:51  |
| 2. | The Rise of the Ghostface Killah        | 3:30  |
| 3. | Muthafucka                              | 3:24  |
| 4. | Execution In Autumn                     | 3:04  |
| 5. | Rivers Of Blood                         | 4:40  |
| 6. | Murder Spree                            | 3:54  |
| 7. | Shaolin Soul Selection Volume 1 Mash-Up | 9:57  |

## Kritik
| Professionelle Bewertungen | Professionelle Bewertungen |
| -------------------------- | -------------------------- |
| Kritiken                   |                            |
| Quelle                     | Bewertung                  |
| laut.de                    | [ 1 ]                      |
| Juice                      | [ 2 ]                      |

In Deutschland wurde das Album eher als durchwachsen bewertet. Dani Fromm von laut.de schrieb, „‚I trained in the mountains‘, verrät U-God in ‚Golden Arms‘. Man kommt schwer umhin, sich zu fragen, ob er in der Abgeschiedenheit der Berge nicht vielleicht ein klitzekleines bisschen den Anschluss verloren hat. Ruhig, unaufgeregt, solide präsentiert er sich, macht damit aber auch nirgends einen fetten Stich. Stellenweise wirkt er viel mehr fast schon antiquiert. […] ‚The Keynote Speaker‘ hinterlässt einen stimmigen Eindruck, wirkt aber nirgends besonders speziell.“
In der Juice schrieb Stephan Szillus: „Er hat ‚more bars than a penitentiary‘ – wow, das wäre schon 1993 höchstens als mittelmäßiges Wortspiel in einem Radio-Freestyle von Method Man durchgegangen. Die Instrumentals stammen aus der C-Riege des aktuellen Indie-Undergrounds, die Gastauftritte überraschen keinen Mikrometer (Wu, Styles P, Elzhi, Kool Keith), und wo andere Wu-MCs der zweiten Reihe wie etwa Masta Killa oder GZA noch heute durch ihr intellektuelles, mystisches Wortspiel überzeugen, wirkt U-God in seinem stoischen Flow eher grobschlächtig und ungelenk.“

## Chartplatzierung
| Chart (2013)                           | Peak position |
| -------------------------------------- | ------------- |
| US Billboard Top R&B/Hip-Hop Albums    | 58            |
| US Billboard Top Rap Albums/Rap Albums | 40            |